# Parc del Turó de la Peira
El parc del turó de la Peira es troba al turó del mateix nom, al districte de Nou Barris de Barcelona. La seva cota màxima és de 138 msnm, en una esplanada amb una gran creu de ferro des d'on es pot gaudir de bones vistes del pla de Barcelona.

## Història i descripció
S'estén sobre una superfície de 7,71 hectàrees que formaven part d'una antiga pedrera propietat de la marquesa de Castellbell Maria Dolors de Càrcer i de Ros. L'espai passà a mans municipals durant la Segona República i va ser declarat parc públic. Durant la Guerra Civil, els veïns d'Horta s'organitzaren per no permetre la tala dels pins tot i l'escassetat de combustible per a calefacció. A més de la pedrera, hi existí una bòbila.
Tot i això, en aquests terrenys encara s'edificà un grup d'habitatges pel promotor Romà Sanahuja Bosch, el mateix que edificaria més tard l'illa Diagonal, i que forma avui el cor del barri del mateix nom, i un col·legi religiós de les germanes del Sagrat Cor.
Durant la Transició, l'Ajuntament de Barcelona inicià l'adequació del parc pròpiament dita, última obra de l'arquitecte paisatgista Nicolau Maria Rubió i Tudurí. Al fossar de l'antiga pedrera s'ha construït un camp de futbol seguint el model de la Foixarda a Montjuïc. El parc també disposa d'espais per a jocs infantils, tennis de taula, pipicans, itineraris per a jogging, taules i bancs.

### Vegetació
El més representatiu del parc és la gran pineda que s'estén principalment pel vessant nord. La llista d'espècies és molt extensa, destacant entre els arbres el pi blanc, el pi pinyoner, oliveres, xiprers, para-sols de la Xina, eucaliptus, lledoners, etc. En quant a arbustos destaquen les figueres de moro, els llentiscles, el cirerer d'arboç entre molts d'altres.

### Intervencions arqueològiques
L'any 2000 es va dur a terme una intervenció arqueològica al parc, consistent en el seguiment de l'obertura de vuit rases per a insta·lar-hi unes canalitzacions, que va concloure amb resultats negatius.